# Base de la Fuerza Aérea Lackland
La Base de la Fuerza Aérea Lackland es un lugar designado por el censo y base aérea ubicada en el condado de Béxar en el estado estadounidense de Texas. En el Censo de 2010 tenía una población de 9.918 habitantes y una densidad poblacional de 904,86 personas por km².

## Geografía
La Base de la Fuerza Aérea Lackland se encuentra ubicada en las coordenadas 29°23′12″N 98°37′5″O / 29.38667, -98.61806. Según la Oficina del Censo de los Estados Unidos, la Base de la Fuerza Aérea Lackland tiene una superficie total de 10.96 km², de la cual 10.96 km² corresponden a tierra firme y (0%) 0 km² es agua.

## Demografía
Según el censo de 2010, había 9.918 personas residiendo en la Base de la Fuerza Aérea Lackland. La densidad de población era de 904,86 hab./km². De los 9.918 habitantes, la Base de la Fuerza Aérea Lackland estaba compuesto por el 71.45% blancos, el 16.03% eran afroamericanos, el 0.49% eran amerindios, el 1.81% eran asiáticos, el 1.52% eran isleños del Pacífico, el 7.74% eran de otras razas y el 0.95% pertenecían a dos o más razas. Del total de la población el 7.75% eran hispanos o latinos de cualquier raza.